# Brigitte Waché
Brigitte Waché, née le 4 août 1945 à Nevers (Nièvre) et morte le 6 mars 2023 à Brest (Finistère), est professeure d'histoire contemporaine à l'université du Maine, au Mans, ancienne doyenne de l'UFR lettres, langues et sciences humaines de cette université.

## Publications
- Monseigneur Louis Duchesne (1843-1922) : historien de l'Église, directeur de l'École française de Rome, Rome, École française de Rome, coll. « Collection de l'École française de Rome » (no 167), 1992, XII-757 p. (ISBN 2-7283-0259-6, lire en ligne). Thèse de doctorat.
- Louis Duchesne et l'histoire du christianisme, Paris, 2000.
- Le catholicisme social et la jeunesse du Maine (1886-1914), 2001.
- Militants catholiques de l'Ouest, 2004.

Collectifs :
- L'enseignement catholique en France aux XIXe et XXe siècles, Paris, Cerf, 1995.
- Chrétiens dans la Première Guerre mondiale, Paris, Cerf.
- (Avec Yves Santamaria), Du printemps des peuples à la Société des Nations, Paris, La Découverte, 1996.
- Dictionnaire de la France au XIXe siècle, Paris, Hachette, 2002.
- Louis Duchesne, incontournable monument de l'Histoire (avec Christian Boucher, André Vauchez, Jean-François Miniac, Jean-Yves ruaux), Cristel, Saint-Malo, avril 2017  (ISBN 978-2-84421-137-8).

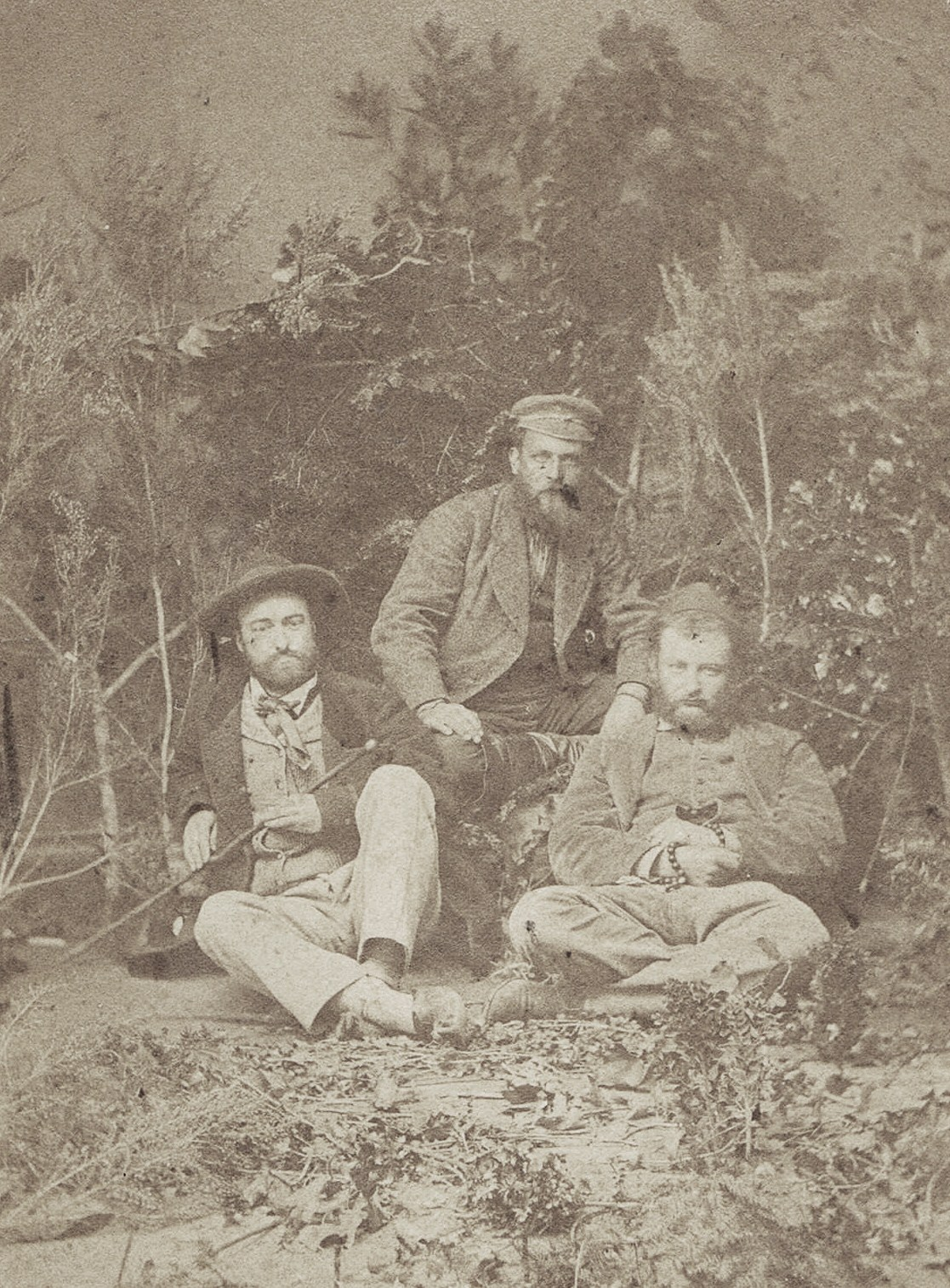
L'archéologue et académicien Louis Duchesne (à gauche), en mission en Turquie. Brigitte Waché lui consacre sa thèse de doctorat.